# Franz Edler von Koch
Franz Edler von Koch (auch Franz II. Edler von Koch auf Rohrbach; * 4. Februar 1875; † 13. August 1965) war Gutsbesitzer und bayerischer Kommunalpolitiker der CSU. Von 1946 bis 1958 war er Landrat von Pfaffenhofen, von 1947 bis 1957 gehörte er dem Bayerischen Senat an und 1947 war er Mitbegründer des Bayerischen Landkreistages.

## Leben
Franz Edler von Koch, dessen Urgroßvater, der königliche Finanzdirektor Alois Koch, 1817 als „Edler von Koch“ geadelt worden war, studierte Landwirtschaft an der Königlichen Bayerischen Akademie für Landwirtschaft und Brauereien in Weihenstephan, wo er Mitglied des Corps Agronomia wurde. Nach der sich anschließenden beruflichen Ausbildung auf dem väterlichen Gutsbetrieb in Rohrbach übernahm er 1904 die Stelle eines Revisors beim Landesverband der Bayerischen landwirtschaftlichen Genossenschaften. 1906 wurde er zum Direktor der Krankenheiler Jodquellen A.G. in Bad Tölz berufen, für die er die Adelheidquelle in Bad Heilbrunn sowie die Marienheilquelle in Seeg bei Füssen erwarb. Zudem veranlasste er den Bau des Tölzer Kurhauses, das nach Plänen der Architektenbrüder Gabriel und Emanuel von Seidl erbaut wurde.
Nach dem Tod seines gleichnamigen Vaters 1918 kehrte Franz Edler von Koch auf den Familiensitz Rohrbach zurück. Da im selben Jahr die Monarchie untergegangen war, setzte er sich für den Aufbau demokratischer Strukturen und die kommunale Selbstverwaltung ein. Schon bald wurde er in den Bezirkstag von Pfaffenhofen gewählt und zu dessen Vorsitzendem berufen. 1919 unterstützte er die Gründung des Landesverbandes Bayerischer Bezirke, die den späteren Landkreisen entsprachen. Diesem Verband stand er bis 1933 als Vorsitzender vor. Im selben Jahr schied er als Gemeinderat seiner Heimatgemeinde aus. Seit 1922 war er für den Deutschen Hopfenverband tätig, der ihn 1930 zu seinem Präsidenten berief. Wegen der Hopfen-Absatzkrise, die mit der Weltwirtschaftskrise einherging, gründete er 1930 die Deutsche Hopfenverkehrsgesellschaft, eine Selbsthilfeorganisation, die die Hopfenbauern beraten und unterstützen sowie den Hopfenmarkt regeln sollte. Als beim Völkerbund in Genf über die Anbauflächenregelungen für Hopfen beraten wurde, vertrat Franz Edler von Koch die Belange der deutschen Hopfenbauern. Für seine Verdienste erhielt er 1932 die Goldene Gedenkmünze des Bayerischen Landwirtschaftsvereins.
Franz Edler von Koch war ein überzeugter Gegner des Nationalsozialismus, gegen den er sich schon vor der Machtübernahme durch die NSDAP 1933 wandte. Deshalb zog er sich 1933 aus dem politischen Leben zurück und gab 1934 auch das Amt des Präsidenten des Deutschen Hopfenbauverbandes auf. Nach Kriegsende 1945 war er sofort wieder bereit, beim politischen und wirtschaftlichen Wiederaufbau und der Beseitigung der schlimmsten Not mitzuwirken. Trotz seines hohen Alters wurde er Bürgermeister von Rohrbach und 1946 erster demokratisch gewählter Landrat des Landkreises Pfaffenhofen. In dieser Eigenschaft setzte er sich für die Gründung des Bayerischen Landkreistages ein, die am 29. August 1947 in Ingolstadt im Beisein von 118 Landräten zustande kam. Im selben Jahr wurde er in den Bayerischen Senat berufen, dem er bis 1957 angehörte. Eine dritte Amtszeit als Landrat von Pfaffenhofen lehnte er 1958 wegen seines hohen Alters ab. Nachfolger wurde der spätere Bayerische Landwirtschaftsminister Hans Eisenmann. 1963 veröffentlichte Franz Edler von Koch die Familiengeschichte der Edlen von Koch auf Rohrbach.
Für seine Verdienste erhielt er neben zahlreichen weiteren Auszeichnungen 1952 das Bundesverdienstkreuz (Steckkreuz), 1964 das Große Bundesverdienstkreuz und 1961 den Bayerischen Verdienstorden. Die Kurstadt Bad Tölz gedenkt seiner mit dem Franz-Edler-von-Koch-Weg.